# Rakt ner i fickan
Rakt ner i fickan (Cash on Delivery) är en brittisk fars från 1994 om bidragsfusk av Michael Cooney.
I centrum för Rakt ner i fickan står en arbetslös man som försörjer sig på att tillskansa sig alla möjliga bidrag som han hävdar att han är i behov av. När pjäsen börjar får mannen besök av en kontrollant och farskarusellen är igång.
1995 gjordes en norsk uppsättning på Chateau Neuf i Oslo med Nils Vogt och Sven Nordin. Föreställningen blev en stor framgång, spelades in av NRK och har sänts flera gånger.
Den svenska premiären ägde rum på Maximteatern 1996 i regi av Lars Amble med Claes Månsson som den bidragsfuskande mannen och Björn Gustafson som kontrollanten. Brasse Brännström gjorde en inneboende som mot sin vilja blir indragen i alla lögner. I den övriga ensemblen sågs Grynet Molvig, Sissela Kyle, Mathias Henriksson, Mats Bergman, Olof Lundström Orloff, Lena-Pia Bernhardsson och Git Brännström. För översättning och bearbetning svarade Lars Amble och Brasse Brännström. Föreställningen blev en stor succé och spelades 1996-1998. Anita Wall ersatte Sissela Kyle under andra spelåret.
På Halmstads teater och Lisebergsteatern spelades Cash on Delivery 2005-2006 under titeln Hederlige Harry med Thomas Pettersson som bidragsfuskaren och Lasse Brandeby som kontrollanten.
I december 2015 ska Michael Cooneys far, den legendariske farsförfattaren och regissören Ray Cooney sätta upp pjäsen på EL Portal Theatre i Hollywood och spela rollen som uncle George.
Den 7 oktober 2016 hade pjäsen premiär på Nöjesteatern i Malmö. Bidragsfuskande Erik Svahn spelas av Allan Svensson, inspektör Bengtsson spelas av Kryddan Peterson, den i lögnerna indragne inneboende Göran spelas av Robert Rydberg. I övriga roller ser vi Carina Lidbom (fru Svahn), Birgitta Rydberg (familjerådgivare Berthammar), Lotta Thorell (fru Höök), Kalle Rydberg (Bertil Svahn), Fritte Friberg (terapeut), Niklas Jönsson (begravningsentreprenör) m fl.